# 프레이포
프레이포(1988년 7월 21일 ~)는 대한민국의 래퍼다. 2014년 디지털 싱글 앨범 [Paid Out]으로 데뷔했다.

## 학력
- 등촌고등학교

## 방송
- 쇼미더머니4 (2015) - Top52